# Pasquale Amato
Pasquale Amato (Nàpols, 21 de març de 1878 - Jackson Heights, Estats Units, 12 d'agost de 1942) fou un baríton italià de primera fila. Amato va gaudir de reputació internacional, però va assolir el cim de la seva fama a la ciutat de Nova York, on va cantar amb la Metropolitan Opera a 1908-1921.

## Inicis de la seva carrera
Va estudiar a nivell local al Conservatori de San Pietro a Maiella amb Beniamino Carelli i Vicente Lombardo. El 1900, va fer el seu debut al Teatre Bellini de Nàpols com Germont a La traviata. Varen seguir compromisos a Gènova i Roma. Durant els següents anys, va cantar també a Montecarlo, Alemanya, parts de l'Europa oriental i l'Argentina. El 1904, es va presentar a la Royal Opera House de Londres, Covent Garden, amb l'empresa del Teatro di San Carlo, però, encara que ben rebut, no va ser convidat de nou.
Llavors va ser contractat per La Scala de Milà, on va cantar el 1907 sota la batuta del gran Arturo Toscanini. La seva veu ja havia madurat com un instrument de primera classe i va ser elogiat per la seva versatilitat i la integritat artística. De fet, el 1913, se li va concedir l'honor de participar en la commemoració del centenari de Verdi al Teatre de Busseto. Va aparèixer en la commemoració de La Traviata i Falstaff amb la direcció de Toscanini. Altres papers importants d'òpera que va cantar Amato a Itàlia abans de la Primera Guerra Mundial van incloure Amonasro a Aida, Marcello en La Bohème, Rigoletto, així com Golaud a Pelléas et Mélisande, Kurwenal a Tristan und Isolde, Scarpia a Tosca i Barnaba a La Gioconda.

## Nova York

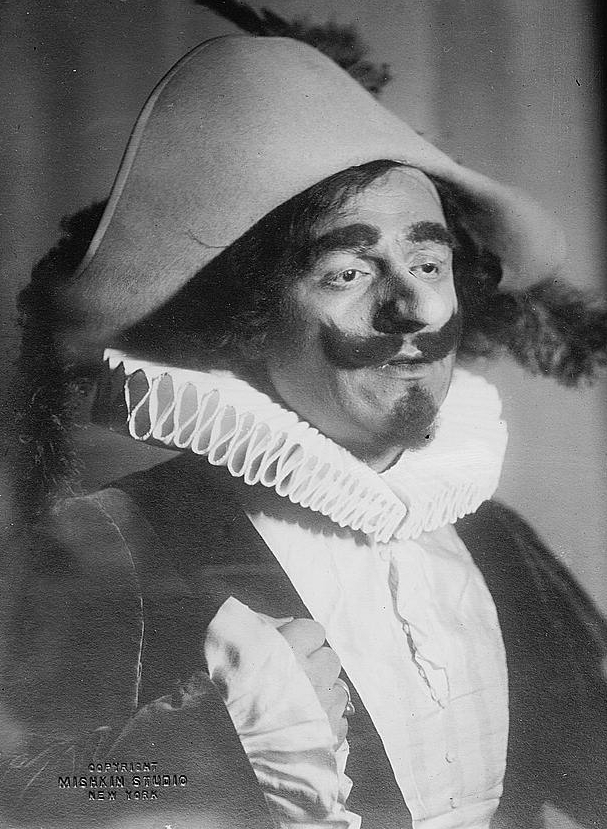
Pasquale Amato caracteritzat de Cyrano de Bergerac

Amato va reiterar algunes d'aquestes funcions al Metropolitan Opera, on Toscanini havia anat a dirigir i on Amato va fer el seu debut el 1908. Es va mantenir en l'escenari del Met fins que va deixar la companyia el 1921, apareixent en una sèrie d'òperes que no s'havia fet abans. El 1910, per exemple, va cantar en Armide de Gluck, amb Olive Fremstad, Enrico Caruso, Louise Homer i Alma Gluck. En aquest mateix any, va crear també la part de Jack Rance La fanciulla del West de Puccini, cantant amb Caruso, Dinh Gilly i Antonio Pini-Corsi.
El 1913, va crear el paper protagonista a Cyrano de Bergerac de Walter Damrosch, amb Frances Alda i Ricardo Martin també al repartiment. Va actuar també en aquest any en la producció d'Un ballo in maschera, amb Caruso, Emmy Destinn, Margarete Matzenauer i Frieda Hempel, i en Mefistofele d'Arrigo Boito. A La Gioconda, que apareix amb Destinn i Margaret Arndt-Ober. Amato va ser especialment admirat com Escamilla a Carmen, al costat de Geraldine Farrar, Caruso i Alda, quan l'òpera va ser reviscut amb èxit el 1914. El mateix any va ser Manfred (davant de Adamo Didur i Lucrecia Bori) a L'amore dei tre re d'Italo Montemezzi, quan aquest nou treball va arribar a Nova York, i el 1915 va crear el paper de Napoleó a Madame Sans-Gêne d'Umberto Giordano, amb Farrar com Catherine. El 1916 va tenir lloc l'estrena americana de Francesca da Rimini de Riccardo Zandonai, on ell feia de Juan i la Francesca da Rimini era Giovanni Martinelli. I el 1918 va crear el de Gianetto (amb Farrar, Caruso, i Didur) a Lodoletta de Mascagni.

## Al Liceu
La temporada 1923-1924 va cantar Falstaff al Liceu de Barcelona.